# 사라 샤웁
사라 샤웁(Sarah Schaub, 1983년 6월 13일 ~ )은 미국의 배우, 영화배우이다.
솔트레이크시티에서 태어났다.

## 영화
- 헤븐 오어 베가스 (1999년)
- 약속된 땅 (1996년)
- 복수의 천사 (1995년)
- 터치드 바이 언 엔젤 (1994년)
- 우리들만의 집 (1993년)